# リーフ型給油艦
リーフ型給油艦（英語: Leaf class small fleet tanker）は、イギリス海軍補助艦隊が運用する小型艦隊給油艦（AOL）の艦級。

## 概要
イギリス海軍にチャーター（後に購入）された民間用石油タンカーに洋上補給用の装備と自衛用の機関銃・機関砲程度の武装を取り付けた艦艇であり、一定した設計や仕様は存在しない。
また、リーフ型は大きく1959年～1970年代前半にチャーターされた前期型8隻と、1970年代後半～80年代にチャーターされた後期型5隻に分類される（第一次世界大戦～戦間期に建造・徴用された初代リーフ型給油艦を含めて、2代目と3代目と分類することもある）。このため双方の間では艦名やペナントナンバーを受け継いでいる例が多い。
搭載可能な貨物量の一例としては、貨油タンクは24個で、合計容積は32,309 m3（「A110 オレンジリーフ」では41,881 m3）、通常は、舶用ガスタービンのための行動用燃料22,000 m3、ジェット燃料3,800 m3が搭載されている。また多少のドライカーゴも搭載できる。

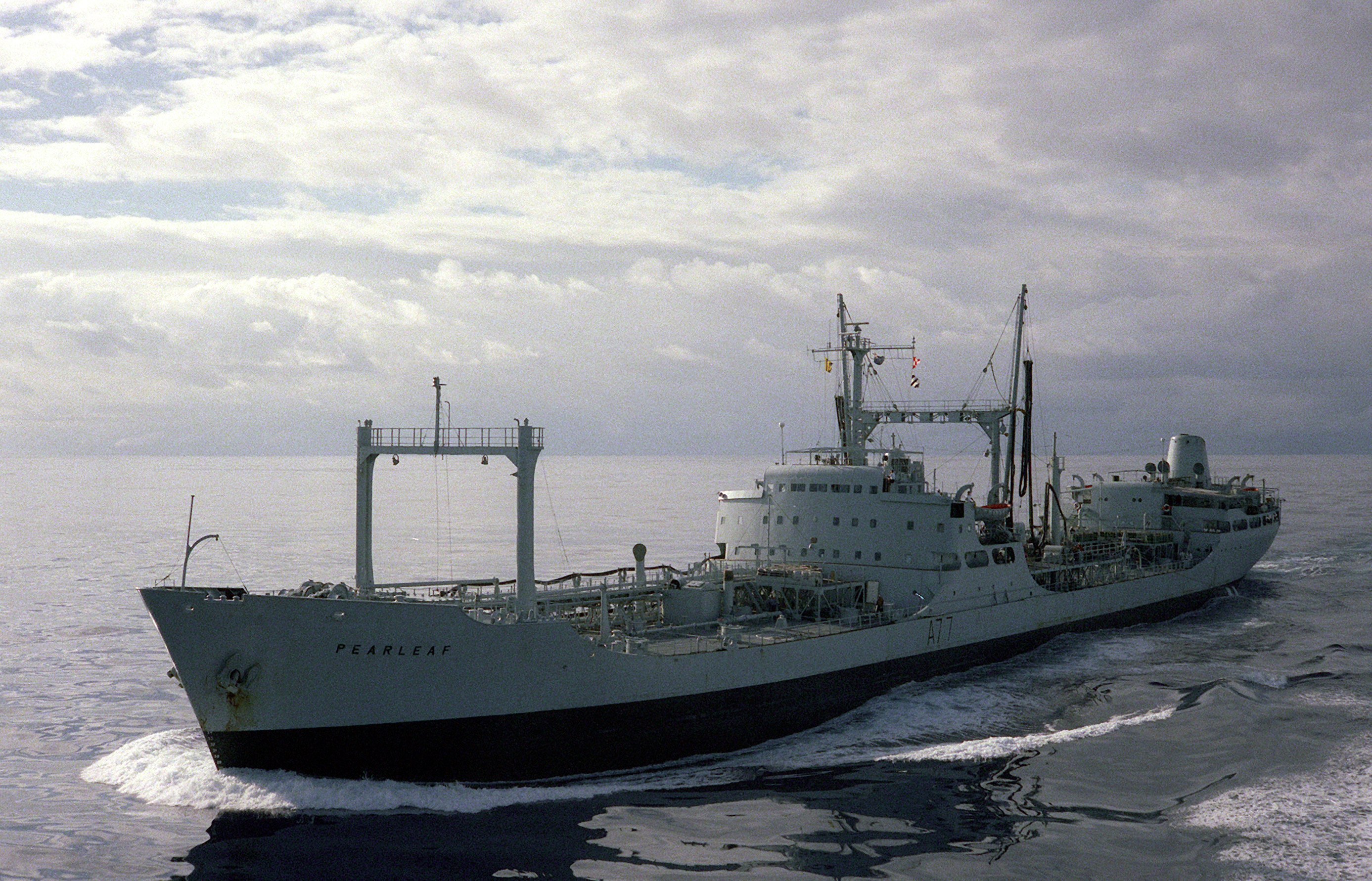
前期型の「A77 ペアリーフ」(1986年撮影)

## 同型艦
| #    | 艦名                             | 造船所                          | 元船名                                                                | 進水            | RFA就役        | 退役           | その後 | リンク |
| ---- | -------------------------------- | ------------------------------- | --------------------------------------------------------------------- | --------------- | -------------- | -------------- | --- | ------ |
| A83  | アップルリーフ RFA Appleleaf     | Batram & Sons                   | ジョージ・ライラス George Lyras                                       | 1955年          | 1959年         | 1970年         | 元所有者に返還 |        |
| A79  | アップルリーフ RFA Appleleaf     | キャメル・レアード              | ハドソン・キャヴァリエ Hudson Cavalier                                | 1975年 7月24日  | 1979年 6月8日  | 1989年 9月24日 | オーストラリア海軍に売却、1989年10月9日付で「ウェストラリア(HMAS Westralia, AO-195)」として再就役。 2006年9月16日付でオーストラリア海軍より退役。 |        |
| A79  | ベイリーフ RFA Bayleaf           | ファーネス・ シップビルディング | ロンドン・インターグリティ London Integrity                           | 1954年 10月28日 | 1959年 6月16日 | 1973年 3月     | 元所有者に返還。 1977年解体。 |        |
| A109 | ベイリーフ RFA Bayleaf           | キャメル・レアード              | ハドソン・サウンド Hudson Sound                                       | 1981年 10月27日 | 1982年 3月26日 | 2011年 4月20日 | デヴォンポート海軍基地にて保管中 |        |
| A81  | ブランブルリーフ RFA Brambleleaf | ファーネス・ シップビルディング | ロンドン・ロイヤルティ London Loyalty                                 | 1953年 4月16日  | 1959年 5月22日 | 1972年 3月     | 元所有者に返還され、メイフェア・ロイヤルティ（Mayfair Loyalty）に改名。 1976年7月解体。                                                           |        |
| A81  | ブランブルリーフ RFA Brambleleaf | キャメル・レアード              | ハドソン・ディープ Hudson Deep                                        | 1976年 1月22日  | 1980年 2月20日 | 2009年 8月18日 | 解体 |        |
| A82  | チェリーリーフ RFA Cherryleaf    | Sir James Laing & Sons          | ローレルウッド Laurelwood                                             | 1953年 5月28日  | 1959年 5月15日 | 1966年 2月4日  | 元所有者に返還 |        |
| A82  | チェリーリーフ RFA Cherryleaf    | ノルトゼーヴェルケ              | オーバーシーズ・アドヴェンチャー Overseas Adventurer                  | 1962年 10月16日 | 1973年         | 1980年         | 元所有者に返還。 1981年にサウジアラビアのペトロスター社に売却され、ペトロスターXVI（Petrostar XVI）に改名。 1987年解体。                          |        |
| A111 | オークリーフ RFA Oakleaf         | ウッデヴァッラ造船所            | オクタニア Oktania                                                    | 1981年 7月2日   | 1986年 8月13日 | 2009年         | 解体 |        |
| A80  | オレンジリーフ RFA Orangeleaf    | ファーネス・ シップビルディング | サザン・サテライト Southern Satellite                                 | 1955年 2月8日   | 1959年 5月25日 | 1978年 5月     | 1978年9月14日、解体 |        |
| A110 | オレンジリーフ RFA Orangeleaf    | キャメル・レアード              | ハドソン・プログレス Hudson Progress バルダー・ロンドン Balder London | 1973年          | 1979年         | 2015年9月30日  | バーケンヘッドにて保管中 |        |
| A77  | ペアリーフ RFA Pearleaf          | Blythswood Shipbuilding Co. Ltd | n/a                                                                   | 1959年 10月15日 | 1960年 1月15日 | 1986年 5月8日  | 元所有者に返還後、サウジアラビアのペトロスター社に売却され、Nejmat el Petrol XIXに改名。 1993年解体。                                             |        |
| A78  | プラムリーフ RFA Plumleaf        | Blythswood Shipbuilding Co. Ltd | n/a                                                                   | 1960年 3月29日  | 1960年 8月24日 | 1986年 5月     | 1986年12月17日付で解体。 |        |